# Minnesota Orchestra

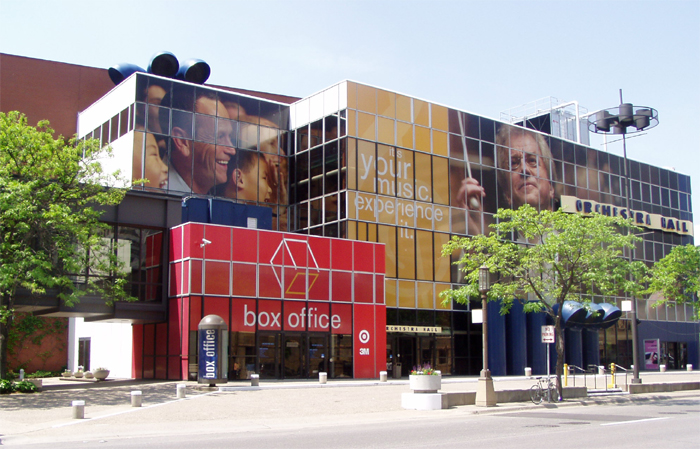
Budynek Orkiestry w centrum Minneapolis

Minnesota Orchestra – amerykańska orkiestra symfoniczna z siedzibą w Minneapolis w stanie Minnesota.
Została założona w 1903 roku jako Minneapolis Symphony Orchestra przez Emila Oberhoffera, który do 1922 roku pełnił funkcję dyrektora muzycznego i pierwszego dyrygenta. Pierwszy występ orkiestry odbył się 5 listopada 1903 roku. W latach 1960 do 1979 orkiestrę prowadził wybitny polski dyrygent Stanisław Skrowaczewski.
Od 1974 roku siedzibą Orkiestry jest Orchestra Hall wybudowana na potrzeby występów Orkiestry w centrum Minneapolis.

## Dyrektorzy muzyczni/ dyrygenci
- Emil Oberhoffer (1903–1922)
- Henri Verbrugghen (1923–1931)
- Eugene Ormandy (1931–1936)
- Dimitri Mitropoulos (1937–1949)
- Antal Doráti (1949–1960)
- Stanisław Skrowaczewski (1960–1979)
- Neville Marriner (1979–1986)
- Edo de Waart (1986–1995)
- Eiji Ōue (1995–2002)
- Osmo Vänskä (2003–2013; 2014–)